# Den Retfærdiges Hustru
Den Retfærdiges Hustru er en dansk stumfilm fra 1917 med instruktion og manuskript af A.W. Sandberg.

## Handling
Denne artikel mangler et handlingsreferat. Hjælp os med at skrive det.

## Medvirkende
- Gunnar Tolnæs - Stein, dommer
- Else Frölich - Yelva, Steins hustru
- Philip Bech - Find, fængselslæge
- Arne Weel - Olof, Yelvas søn
- Lauritz Olsen - Rache
- Ulla Nielsen